# Trenton (Nebraska)
Trenton je selo u američkoj saveznoj državi Nebraska. Prema popisu stanovništva iz 2010. u njemu je živjelo 560 stanovnika.